# Marco Di Meco
Marco Di Meco (ur. 5 lutego 1982 w Chieti) – włoski flecista, kompozytor jazzowy i poeta.
Znany na całym świecie ze swoich kompozycji muzycznych. Zaczął grać w bardzo młodym wieku. Pojawił się na europejskiej scenie w 1996 roku, znany również jako poeta.

## Dyskografia
- 5 Colori
- Rosalinda
- Lucilla
- Against Capitalism Première Symphonie

## Poezja
- Luci di Luna
- Il Passo delle Sensazioni
- Teatro Evanescenza
- Le Isterie di Jennifer
- Artemisia, la Rana Pittrice e la Farfalla
- Negativi ed Altri Versi

## Publikacje
- Armonia Applicata. Gli Accordi